# Squillalbunea scutelloides
Squillalbunea scutelloides is een tienpotigensoort uit de familie van de Albuneidae. De wetenschappelijke naam van de soort is voor het eerst geldig gepubliceerd in 1897 door Garstang.